# Red Bullet
Red Bullet is een platenlabel, samenwerkend met muziekuitgeverij Dayglow Music, op 1 april 1968 opgericht door Willem van Kooten alias Joost den Draaijer. Eerder nam hij de artiesten via zijn muziekuitgeverij onder contract die hij niet langer kon verbinden aan platenlabels als Polydor en CNR. De naam verwijst naar een stipnotering die met een rode sjabloon wordt aangegeven in de Nederlandse Top 40.
Eerder was Red Bullet een productiemaatschappij voor opkomende artiesten. De band BZN nam hier zijn eerste single "Maybe someday" op.
De Golden Earring en Stars on 45 waren de eerste succesvolle artiesten van het label, dat in Nederland woonachtige popartiesten onder contract heeft. 